# Die weiße Hölle vom Piz Palü

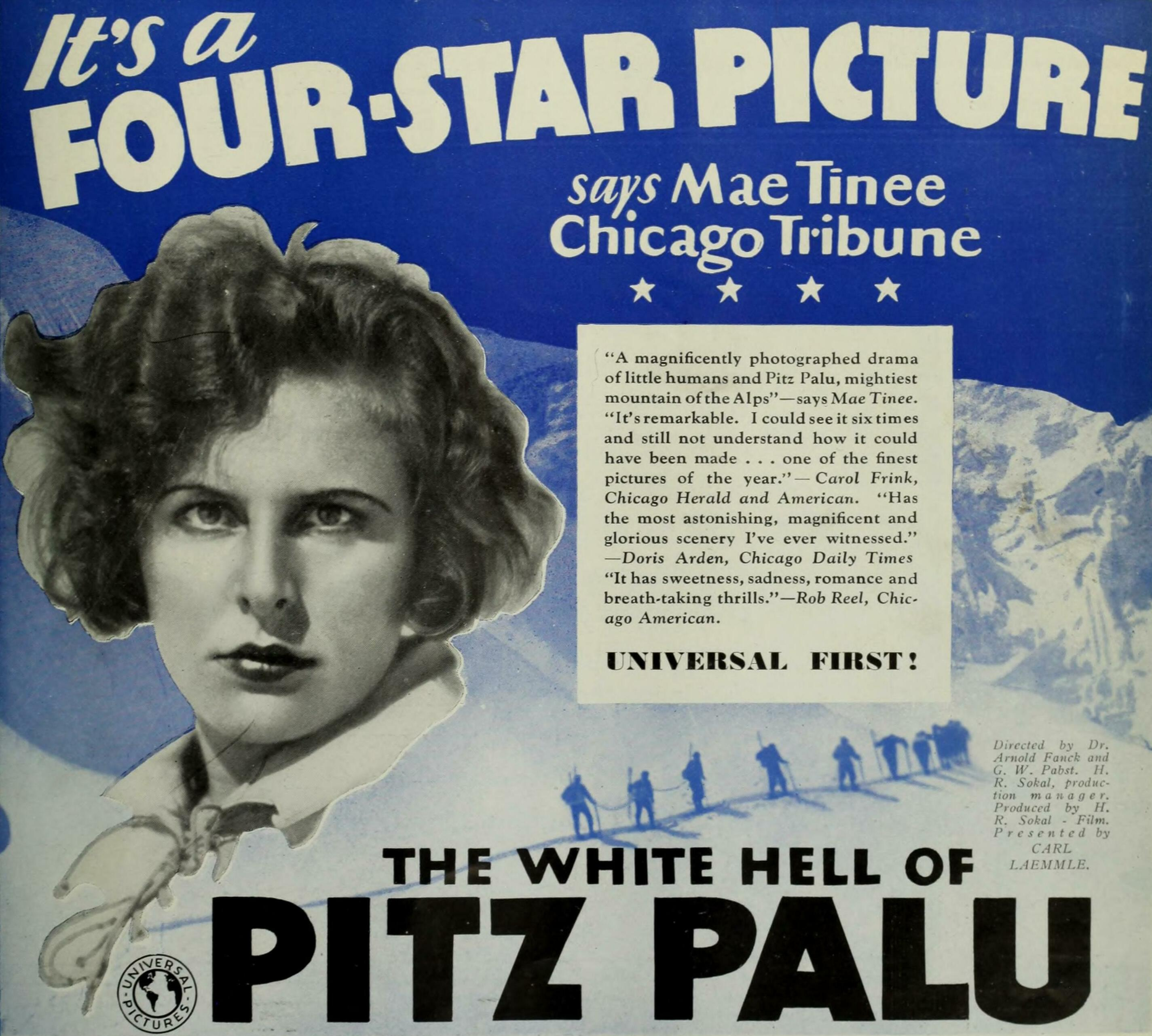
USA, 1930

Die weiße Hölle vom Piz Palü is een Duitse bergfilm uit 1929 onder regie van Arnold Fanck en Georg Wilhelm Pabst.

## Verhaal
Samen met Hans en Maria Brandt gaat Dr. Johannes Krafft op expeditie. Hij gaat over de Piz Palü op zoek naar zijn vrouw, die er tijdens hun huwelijksreis verdwenen is.

## Rolverdeling
| Acteur           | Personage                      |
| ---------------- | ------------------------------ |
| Gustav Diessl    | Dr. Johannes Krafft            |
| Mizzi Götzel     | Maria Krafft, zijn vrouw       |
| Ernst Petersen   | Hans Brandt                    |
| Leni Riefenstahl | Maria Maioni                   |
| Otto Spring      | Christian Klucker, de berggids |
| Ernst Udet       | Vliegenier Udet                |
| Kurt Gerron      | Gast in nachtclub              |